# Rearview Town
Rearview Town — восьмой студийный альбом американского кантри-музыканта Джейсона Олдина, который вышел 13 апреля 2018 года на лейбле Broken Bow Records. Лид-сингл «You Make It Easy». Альбом дебютировал на первом месте американского хит-парада Billboard 200.

## История
Как и все предыдущие альбомы Олдина, Rearview Town вышел на лейбле Broken Bow Records, где в качестве продюсера выступил Майкл Кнокс. Лид-сингл «You Make It Easy» был в соавторстве с двумя членами группы Florida Georgia Line. Альбом включает 15 песен, в том числе дуэт с Miranda Lambert. Статья в «Rolling Stone Country» констатирует, что заглавный трек альбома «посвящён теме ухода из прошлого и продвижения вперед к чему-то лучшему».
19 апреля 2018 года Rearview Town дебютировал на позиции № 1 в американском хит-параде Billboard 200, став четвёртым для Олдина лидером чарта. Тираж составил в первую неделю релиза в США 183,000 эквивалентных альбомных единиц, включая 162,000 традиционных альбомных продаж. Предыдущие три альбомы были чарттопперами: 2016’s They Don’t Know (2016, № 1 с тиражом 138,000 единиц в первую неделю релиза по данным Nielsen Music), 2014’s Old Boots, New Dirt (2014, № 1 с тиражом 278,000 традиционных альбомных продаж или копий) и Night Train (2012, № 1 с тиражом 409,000 копий). Rearview это его 7-й диск в top-10 с учётом My Kinda Party (№ 2 в 2010 году), Wide Open (№ 4, 2009) и Relentless (№ 4, 2007). Единственный его альбом, не попавший в лучшую десятку это был дебютный диск, достигший лишь № 27 в 2005 году. Таким образом, Олдин стал только вторым кантри-исполнителем в истории после группы Rascal Flatts, имеющим четыре подряд дебюта на вершине основного американского хит-парада (между 2004 и 2009: Feels Like Today, Me and My Gang, Still Feels Good и Unstoppable). 28 апреля 2018 года Джейсон Олдин со своим новым восьмым студийным альбомом Rearview Town в 6-й раз возглавил кантри-чарт США Top Country Albums. В пятый раз он сразу дебютировал на вершине этого хит-парада кантри-музыки, после прошлых его дисков They Don’t Know (он дебютировал на первом месте 1 октября 2016 года с тиражом 131 000 копий); Old Boots, New Dirt (25 октября 2014, 278 000); Night Train (3 ноября 2012, 409 000); и Relentless (16 июня 2007, 982 000). Ещё один чарттоппер Top Country Albums был альбом My Kinda Party, который 20 ноября 2010 года дебютировал на № 2 (193,000 копий) и достиг № 1 19 февраля 2011.
Альбом был сертифицирован в золотом статусе RIAA 8 августа 2018 года. Его тираж составил 500 700 копий в США к октябрю 2019 года и 1,32 млн эквивалентных альбомных единиц к февралю 2020 года.

## Синглы
«You Make It Easy» вышел 5 февраля 2018 года в качестве лид-сингла альбома. Он дебютировал на позиции № 28 в основном американском чарте Billboard Hot 100 и достиг позиции № 2 и в кантри-чарте Hot Country Songs, и в радиочарте кантри-музыки Country Airplay.
«Drowns the Whiskey», записанный вместе с Miranda Lambert, вышел 14 мая 2018 года в качестве второго сингла с альбома.
«Drowns the Whiskey» стал первой коллаборацией двух кантри-звёзд (родом из Джорджии и Техаса) за последние 10 лет. Впервые они совместно работали на синглом «Grown Woman» в 2007 году.
Видео появилось позднее в июне.
Снятое при тусклом освещении видео было создано в знаменитом баре Springwater Super Club & Lounge, старейшем баре в Нашвилле, штат Теннесси.

## Список композиций
1. «Dirt to Dust» (Jaron Boyer, Ben Stennis, Michael Tyler) — 2:48
2. «Set It Off» (Brandon Kinney, Jody Stevens, Josh Thompson) — 2:50
3. «Girl Like You» (Boyer, Josh Mirenda, Tyler) — 3:12
4. «You Make It Easy» (Tyler Hubbard, Brian Kelley, Jordan Schmidt, Морган Уоллен) — 3:16 — Видео
5. «Gettin' Warmed Up» (Boyer, Mirenda, Cole Taylor) — 2:55 — Видео
6. «Blacktop Gone» (Brett Beavers, Deric Ruttan, Thompson) — 3:26
7. «Drowns the Whiskey» (Kinney, Jeff Middleton, Thompson) — 3:22
  - при участии Miranda Lambert — Лирик-Видео
8. «Rearview Town» (Kelley Lovelace, Bobby Pinson, Neil Thrasher) — 3:03 — Видео
9. «Love Me or Don’t» (Hubbard, Schmidt, Уоллен) — 3:13
10. «Like You Were Mine» (Kurt Allison, Jonathan Edwards, Tully Kennedy, Brian White) — 3:12
11. «Better at Being Who I Am» (Casey Beathard, Wendell Mobley, Thrasher) — 3:19
12. «I’ll Wait for You» (Nick Brophy, Michael Dulaney, Jennifer Hanson, Thrasher) — 3:18
13. «Ride All Night» (Dallas Davidson, Kyle Fishman, Houston Phillips) — 2:56
14. «Up in Smoke» (Jessi Alexander, David Lee Murphy, Chris Stevens) — 3:05
15. «High Noon Neon» (Tony Martin, Lee Thomas Miller, Thrasher) — 2:54 — Видео

## Чарты
| Чарт (2018)                              | Высшая позиция |
| ---------------------------------------- | -------------- |
| Australian Albums (ARIA)                 | 10             |
| Канада (Canadian Albums Chart)           | 2              |
| New Zealand Heatseeker Albums (RMNZ)     | 5              |
| Шотландия (Scottish Albums Chart)        | 75             |
| Швейцария (Schweizer Hitparade)          | 43             |
| Великобритания (UK Country Albums Chart) | 4              |
| США Billboard 200                        | 1              |
| США (Billboard Top Country Albums)       | 1              |
| США (Billboard Independent Albums)       | 1              |

| Чарт (2018)                       | Позиция |
| --------------------------------- | ------- |
| США Billboard 200                 | 30      |
| US Top Country Albums (Billboard) | 3       |
| Чарт (2019)                       | Позиция |
| US Billboard 200                  | 72      |
| US Top Country Albums (Billboard) | 5       |
| Чарт (2020)                       | Позиция |
| US Top Country Albums (Billboard) | 21      |
| Чарт (2021)                       | Позиция |
| US Top Country Albums (Billboard) | 35      |
| Чарт (2022)                       | Позиция |
| US Top Country Albums (Billboard) | 41      |
| Чарт (2023)                       | Позиция |
| US Top Country Albums (Billboard) | 61      |

### Синглы
| Год     | Название                                           | Высшая позиция | Высшая позиция     | Высшая позиция | Высшая позиция | Высшая позиция   |
| Год     | Название                                           | US Hot Country | US Country Airplay | US             | CAN            | Canadian Country |
| ------- | -------------------------------------------------- | -------------- | ------------------ | -------------- | -------------- | ---------------- |
| 2018—19 | «You Make It Easy»                                 | 2              | 1                  | 28             | 63             | 1                |
| 2018—19 | «Drowns the Whiskey» (при участии Miranda Lambert) | 3              | 1                  | 32             | 53             | 1                |
| 2018—19 | «Girl Like You»                                    | 85             | 1                  | 46             | 5              | 1                |
| 2018—19 | «Rearview Town»                                    | 4              | 1                  | 40             | 75             | 2                |

## Сертификации
| Регион                                                                      | Сертификация | Продажи             |
| --------------------------------------------------------------------------- | ------------ | ------------------- |
| Канада (Music Canada)                                                       | Платиновый   | 80 000              |
| США (RIAA)                                                                  | Платиновый   | 1,318,000 / 500,700 |
| Данные о продажах + прослушиваниях приведены только на основе сертификации. |              |                     |